# Tapmokjaure (Gällivare socken, Lappland)
Tapmokjaure är en sjö i Gällivare kommun i Lappland och ingår i Kalixälvens huvudavrinningsområde. Sjön har en area på 0,0664 kvadratkilometer och ligger 649,1 meter över havet.

## Delavrinningsområde
Tapmokjaure ingår i det delavrinningsområde (751203-166900) som SMHI kallar för Ovan 750459-167648. Medelhöjden är 670 meter över havet och ytan är 50,14 kvadratkilometer. Det finns inga avrinningsområden uppströms utan avrinningsområdet är högsta punkten. Avzzijohka som avvattnar avrinningsområdet har biflödesordning 2, vilket innebär att vattnet flödar genom totalt 2 vattendrag innan det når havet efter 343 kilometer. Avrinningsområdet består mestadels av skog (40 procent) och kalfjäll (55 procent). Avrinningsområdet har 0,15 kvadratkilometer vattenytor vilket ger det en sjöprocent på 0,3 procent.